# Кередиг ап Гваллог
Кередиг (валл. Ceredig) — сын Гвалога, короля Элмета. Кередиг стал королём Элмета после смерти отца. Возможно, Кередиг участвовал в битве при Честере. В 614 году в Элмете умер Харарих Атерликинг, племянник Эдвина Дейрского, и он посчитал этот casus belli достаточным для вторжения. Кередиг был разбит около 616 года в битве при Баутри Эдвином, который захватил Элмет. Кередиг бежал в Поуис, где и умер в 617 году.